# 葉家祠
葉家祠位於四川省眉山市仁壽縣，文物遺址年代判定為清代。2007年6月1日公佈為四川省第七批文物保護單位。